# Attalea in Pamphylia
Attalea in Pamphylia (łac. Diœcesis Attalensis in Pamphylia) – stolica historycznej diecezji w Cesarstwie Rzymskim (prowincja Pamfilia), współcześnie w Turcji. Od XIX wieku katolickie biskupstwo tytularne, od 1966 wakujące.

## Biskupi tytularni
| Lp. | Biskup                       | Od                | Do                |
| --- | ---------------------------- | ----------------- | ----------------- |
| 1   | Agustin Fernández de Córdoba | 23 lipca 1839     | 1845              |
| 2   | Jean-Baptiste Boucho MEP     | 10 czerwca 1845   | 6 marca 1871      |
| 3   | Petrus Maria Vrancken        | 16 czerwca 1874   | 17 sierpnia 1879  |
| 4   | Giovanni Kupelian            | 26 sierpnia 1881  | 27 grudnia 1900   |
| 5   | Franciszek Symon             | 15 kwietnia 1901  | 26 maja 1918      |
| 6   | Karl Benzler OSB             | 31 lipca 1919     | 16 kwietnia 1921  |
| 7   | Antonio Lega                 | 13 czerwca 1921   | 18 grudnia 1921   |
| 8   | Patrick O’Donnell            | 14 stycznia 1922  | 19 listopada 1924 |
| 9   | Pedro González y Estrada     | 2 stycznia 1925   | 22 kwietnia 1937  |
| 10  | Rafael Arias Blanco          | 21 czerwca 1937   | 12 listopada 1939 |
| 11  | Domenico Capozi OFM          | 12 stycznia 1940  | 11 kwietnia 1946  |
| 12  | Jean Batiot CSSp.            | 13 lutego 1947    | 31 sierpnia 1953  |
| 13  | Michael Urakawa              | 26 listopada 1953 | 24 listopada 1955 |
| 14  | George Hamilton Pearce SM    | 29 lutego 1956    | 21 czerwca 1966   |